# Hanna Huskova
Hanna Andreïevna Huskova (biélorusse : Ганна Андрэеўна Гуськова), née le 28 août 1992 à Minsk, est une skieuse acrobatique biélorusse spécialisée dans les épreuves de saut acrobatique. En 2018, Hanna devient championne olympique à Pyeongchang.

## Palmarès

### Jeux olympiques d'hiver
| Édition/Discipline | Saut acrobatique |
| JO 2014            | 21e              |
| JO 2018            | Or               |
| JO 2022            | Argent           |

### Championnats du monde
- Meilleur résultat : 6e à Kreischberg en 2015.

### Coupe du monde
- 3 podiums dont 1 victoire.